# Tuần Thánh
Tuần Thánh (tiếng Anh: Holy Week) là tuần lễ trước lễ Phục Sinh và là tuần lễ cuối cùng của Mùa Chay bắt đầu từ Chúa Nhật Lễ Lá đến hết Thứ bảy Tuần Thánh. Tuần Thánh là tuần lễ quan trọng nhất của năm phụng vụ, trong tuần lễ này các giáo hội Kitô giáo tưởng nhớ cuộc thương khó và tử nạn của Chúa Giêsu Kitô, cử hành những mầu nhiệm mà Chúa Giêsu đã hoàn tất vào những ngày cuối cùng ở trần gian. Đối với Kitô hữu, mọi cử hành phụng vụ trong tuần này đều nói lên thái độ đau buồn, nhưng với tâm tình biết ơn vì Chúa đã thương trở nên con người để chịu đau khổ và chịu chết cho nhân loại tội lỗi.

## Thời gian
Trong Năm phụng vụ, tuần Thánh thường được diễn ra vào khoảng tháng 4 hàng năm.

## Nghi thức

### Chúa Nhật Lễ Lá
Nghi thức Làm Phép và Kiệu Lá trước phần Phụng vụ Lời Chúa của Thánh Lễ. 
Trong phần Phụng vụ Lời Chúa có đọc Bài thương khó chúa Giêsu theo các thánh Mátthêu hoặc Máccô, Luca tùy theo năm phụng vụ.

### Thứ Hai, Thứ Ba, Thứ Tư Tuần Thánh
Không có nghi thức gì đặc biệt nhưng đối với Giáo hội Việt Nam thì buổi tối của ba ngày này có nghi thức Ngắm 15 sự thương khó Chúa Giêsu.

### Thứ Năm Tuần Thánh
Nghi thức Rửa Chân cho các Tông đồ trong Thánh Lễ Tiệc Ly sau phần Phụng vụ Lời Chúa. 
Chầu Thánh Thể và Kiệu Mình Thánh Chúa vào nhà tạm sau Thánh Lễ.

### Thứ Sáu Tuần Thánh
Đối với Giáo hội Việt Nam thì buổi trưa có nghi thức Ngắm rằng, buổi chiều có nghi thức Đi Đàng Thánh Giá. 
Buổi tối thực hiện các nghi thức tưởng niệm cuộc Thương Khó của Chúa Giêsu. Trong phần Phụng vụ Lời Chúa có hát Bài Thương Khó chúa Giêsu theo thánh Gioan, nghi thức Suy tôn Thánh Giá.

### Thứ Bảy Tuần Thánh
Nghi thức Canh Thức Vượt Qua vào Thứ bảy Tuần Thánh.
Tuy nhiên trong các nhà thờ không phải là nhà thờ giáo xứ và trong các nhà nguyện, chỉ nên cử hành các nghi thức nói trên nếu các nghi thức có thể được cử hành cách xứng đáng, nghĩa là có một số người giúp lễ xứng hợp, có thể hát ít là một vài phần trong nghi thức và có đủ một số giáo dân tham dự.